# Hiacoomes
Hiacoomes (±1610 - 1690) was een Wampanoag-indiaan van het eiland Martha's Vineyard (nu in Dukes County, Massachusetts), die in 1643 het eerste lid van zijn samenleving werd die mensen bekeerde tot het christendom. Dit gebeurde onder de voogdij van de zendeling Thomas Mayhew Jr. Vervolgens groeide hij met de hulp van Mayhew uit tot een toonaangevende predikant van de op dit eiland wonende Wampanoag. Zodoende speelde het eiland een belangrijke rol in de wijdverspreide omzetting van het traditionele geloof van de Wampanoag naar het christendom.